# Вальберхова, Мария Ивановна
Мари́я Ива́новна Ва́льберхова, Валберхова (1789—1867) — русская актриса.

## Биография
Мария Вальберхова родилась 27 декабря 1788 года (7 января 1789) в семье артиста балета и балетмейстера Ивана Ивановича Вальберха. Она не пошла по стопам отца и не стала балериной, но прочно связала свою жизнь с театром став актрисой.
Мария Вальберхова училась у актёра и драматурга А. А. Шаховского.
Дебют Марии Вальберховой на сцене состоялся в 1807 году. Она исполнила трагическую роль Антигоны в пьесе «Эдип в Афинах» В. А. Озерова. Она сразу была принята в состав труппы с жалованьем 1500 рублей в год плюс 200 рублей гардеробных. Однако трагедийным даром она не обладала и не очень долго играла в этом амплуа. К тому же существовала жёсткая конкуренция с царившей в это время на сцене Екатериной Семёновой. В 1811 году она ушла со сцены.
Однако уже в 1815 году состоялся её повторный блистательный дебют в комедийной роли (графиня Лелева в пьесе «Липецкие воды» Шаховского), затем была роль Агаты в спектакле «Шалости влюблённых» Хмельницкого.
Специально для Вальберховой Грибоедов, Шаховской и Хмельницкий написали водевиль «Своя семья, или Замужняя невеста» (1817) где она блистательно исполняла роль Наташи. А. С. Пушкин и В. Г. Белинский высоко оценивали комедийный талант актрисы. Лермонтов предназначал первую версию своего «Маскарада» в 1835 году для бенефиса Вальберховой, но сыграть она смогла лишь отдельные сцены из-за цензурного запрета и лишь в 1852 году.
В зрелые годы репертуар Марии Ивановны пополнился хара́ктерными и драматическими ролями. Среди её ролей Графиня в «Женитьбе Фигаро» Бомарше.
В 1855 году Мария Ивановна оставила сцену и стала преподавать в Петербургском театральном училище.
Мария Ивановна Вальберхова скончалась в Петербурге 15 (27) сентября 1867 года. После отпевания в церкви Воскресения Христова в Малой Коломне была похоронена на Смоленском кладбище.